# Marquesado de Villatorre
El marquesado de Villatorre es un título nobiliario español creado el 24 de mayo de 1673 por el rey Carlos II a favor de Fernando de la Riva Herrera y Acevedo I vizconde de Cabañas.

## Marqueses de Villatorre
|                        | Titular                                                   | Periodo                |
| Creación por Carlos II | Creación por Carlos II                                    | Creación por Carlos II |
| ---------------------- | --------------------------------------------------------- | ---------------------- |
| I                      | Fernando de la Riva Herrera y Acevedo                     | 1673-¿?                |
| II                     | Fernando de la Riva-Herrera y Gómez Esprilla              | ¿?-¿?                  |
| III                    | Fernando de la Riva-Herrera y Rivero                      | ¿?-1715                |
| IV                     | Bernarda Teresa de Bergaño Arredondo y de la Riva-Herrera | 1715-¿?                |
| V                      | Antonio de Bustamante Bergaño                             | ¿?-1742                |
| VI                     | Antonia de Bustamante y Alsedo                            | 1742-1806              |
| VII                    | Felipe Bustamante y Bustamante                            | 1806-¿?                |
| VIII                   | Antonio Bustamante Vélez de la Guerra                     | ¿?-1831                |
| IX                     | Ramón Bustamante y Campaner                               | 1831-1842              |
| X                      | Antonio Mariano Bustamante y Campaner                     | 1842-1895              |
| XI                     | Antonio Bustamante y Casaña                               | 1896-1921              |
| XII                    | Ramón Bustamante y Casaña                                 | 1921-1925              |
| XIII                   | Antonio Bustamante y Polo de Bernabé                      | 1926-1952              |
| XIV                    | Álvaro de Bustamante y Polo de Bernabé                    | 1953-1975              |
| XV                     | Ramón Bustamante y de la Mora                             | 1977-actual titular    |

## Historia de los marqueses de Villatorre
- Fernando Gaspar de la Riva Herrera y Acevedo (n. Santander, 1614) I marqués de Villatorre, I vizconde de Cabañas,[2] caballero de la Orden de Santiago, señor de las casas de Herrera en Heras, de los Riva-Herrera en Gajano y de Acevedo en Término, merino mayor de Trasmiera, veedor general de los ejércitos, alcalde mayor del castillo de Hano de la villa de Santander, señor de las Cabañas de Castilla, miembro del consejo de Contaduría Mayor de las Reales Armadas del Océano.[2] Era hijo de Francisco de Riva-Herrera y Navarro Vereterra, y de María González de Acevedo.[3]

Casó con Antonia Gómez Esprilla. Le sucedió su hijo:
- Fernando de la Riva-Herrera y Gómez Esprilla, II marqués de Villatorre, II vizconde de Cabañas y caballero de la Orden de Calatrava.[4]

Casó en Madrid (San Juan) el 11 de noviembre de 1674 con Manuela Josefa Gómez del Rivero de la Concha (m. Madrid, 20 de agosto de 1706). Le sucedió su hijo:
- Fernando de la Riva-Herrera y Rivero (m.  1715), III marqués de Villatorre, III vizconde de Cabañas, coronel de infantería, merino mayor de Trasmiera, capitán de las guardias del principado de Cataluña.[8]

Sin descendientes. Le sucedió su prima:
- Bernarda Teresa de Bergaño Arredondo y de la Riva-Herrera, IV marquesa de Villatorre,  IV vizcondesa de Cabañas.[10] Era hija de Fernando de Bergaño de la Riva-Herrera y de Manuela de Arredondo y Agüero.[11]

Casó, en 1701, con Felipe de Bustamante y García Tollo (n. Potes, 1673), caballero de la Orden de Santiago y capitán de caballos corazas, hijo de Antonio de Bustamante y Herrera y de Beatriz García Tollo. Le sucedió su hijo:
- Antonio Fernando de Bustamante Bergaño (Quijas, 1 de julio de 1705-22 de marzo de 1742), V marqués de Villatorre,[14]  V vizconde de Cabañas.

Casó en primeras nupcias en 1728 con María Luisa Vélez Cachupín, que falleció ese mismo año.  Contrajo un segundo matrimonio en 1732 con María Josefa Alsedo Campuzano (Granada, 21 de octubre de 1711-1741), hija de José de Alsedo Campuzano, I marqués de Villaformada, y de Josefa Gómez de Rivera Castells Ros. Le sucedió su hija del segundo matrimonio:
- Antonia de Bustamante y Alsedo (Santander, 2 de marzo de 1736-Santander, 12 de junio de 1806), VI marquesa de Villatorre,  VI vizcondesa de Cabañas y IV marquesa de Villaformada.[16]

Casó  en primeras nupcias en 1748, en León, con su tío Fernando de Bustamante y Bergaño. Contrajo un segundo matrimonio con Francisco de Alsedo y Agüero, padres de, entre otros, Francisco de Alsedo y Bustamante, héroe que falleció en la batalla de Trafalgar en 1805.  Le sucedió su hijo del primer matrimonio:
- Felipe Bustamante y Bustamante (n. Quijas, 1753), VII marqués de Villatorrey VII vizconde de Cabañas.[17]

Casó con Bárbara Vélez de la Guerra de la Vega. Le sucedió su hijo:
- Antonio Bustamante Vélez de la Guerra (Reinosa, 20 de octubre de 1785-Valladolid, 2 de diciembre de 1831), VIII marqués de Villatorre[18] y VIII vizconde de Cabañas.[19]

Casó en 1812, en Palma de Mallorca, con Silvina Campaner y de la Vega Verdugo, (Orihuela, 1790-Santander, 13 de abril de 1856), hija  de Nicolás Campaner Sastre de la Geneta y de María Antonia Fernández de la Vega Verdugo, hija de los condes de Alba Real del Tajo. Le sucedió su hijo:
- Ramón Bustamante y Campaner (1816-14 de octubre de 1842), IX marqués de Villatorre.[21]

Soltero, sin descendencia, le sucedió su hermano:
- Antonio Mariano Bustamante y Campaner (Santander, 24 de enero de 1818-Santander, 30 de julio de 1895), X marqués de Villatorre.[21]

Casó, en 1844, con Margarita Casaña del Mazo, hija de Francisco Casaña Rucabado u de Nemesia del Mazo Prieto. Le sucedió en 1896, su hijo:
- Antonio Bustamante y Casaña (m. 1921), XI marqués de Villatorre, licenciado en derecho y académico.[21]

Sin descendencia, le sucedió en 1926, su hermano:
- Ramón Bustamante y Casaña (m. 1925), XII marqués de Villatorre y general de artillería.[21]

Contrajo matrimonio en 1896 con María del Pilar Polo de Bernabé y Ruiz de la Prada. Le sucedió en 1926, su hijo:
- Antonio Bustamante y Polo de Bernabé (m. 1952), XIII marqués de Villatorre.[22]

Le sucedió en 1953, su hermano:
- Álvaro de Bustamante y Polo de Bernabé (1909-Madrid, 1975), XIV marqués de Villatorre[23] y XI vizconde de Cabañas.[24]

Casó con Pilar de la Mora y Garay. Le sucedió en 1977, su hijo:
- Ramón de Bustamante y de la Mora (n. Madrid, 28 de enero de 1948),[25] XV marqués de Villatorre,[26] XII vizconde de Cabañas.[25]

Casó el 6 de julio de 1974, en Madrid, con Pilar Piñeyro y Escrivá de Romaní (n. Madrid, 18 de enero de 1952), hija de Lorenzo Piñeyro y Fernández de Córdoba, XI marqués de Bendaña, grande de España, y de su esposa María del Perpetuo Socorro Escrivá de Romaní y Patiño. Padres de Álvaro, Inés y Javier Bustamante y Piñeyro.